# Solo Star
Solo Star es el álbum de estudio debut de la cantante americana Solange, publicado por Columbia Records y Music World Entertainment el 26 de diciembre de 2002 en Japón y el 21 de enero de 2003 en Estados Unidos. Debutó y alcanzó el puesto cuarenta y nueve en el Billboard 200 de Estados Unidos y el número veintitrés en el Top R&B/Hip-Hop Albums a principios de febrero de 2003. El álbum produjo dos sencillos: "Feelin' You" (con N.O.R.E.) y "Crush" (más tarde rebautizado como "Don't Fight the Feeling"). "Feelin 'You" alcanzó el no. 73 en la lista Billboard Hot R&B/Hip Hop Songs.

## Recepción comercial
William Ruhlmann de AllMusic le dio al álbum tres de cinco estrellas diciendo: "El productor ejecutivo [Mathew] Knowles ha rodeado a Solange con un grupo de escritores/productores de moda, incluidos The Underdogs, Platinum Status, Timbaland, The Neptunes y Rockwilder, junto con tales estrellas invitadas como B2K y Lil' Romeo. El resultado es un álbum de R&B contemporáneo de vanguardia lleno de grandes ritmos, estribillos pegadizos y efectos de producción ingeniosos. Pero la estrella nominal del espectáculo se pierde en algún lugar de la mezcla. No ayuda que el joven de 16 años tenga una voz delgada y subdesarrollada que se abruma fácilmente. Slant Magazine otorgó dos de cinco estrellas, diciendo: "El Solo Star con un sonido en gran parte sintético sigue el creciente estándar de la industria en el que el enfoque está en la producción en lugar de la composición de canciones", y agregó que la voz de Solange es asombrosamente similar a la de Beyoncé.

## Lanzamiento y promoción
El álbum fue lanzado en diciembre de 2002 en Japón, mientras que fue lanzado en Estados Unidos el mes siguiente. Tuvo un desempeño inferior en los Estados Unidos, vendiendo 112,000 copias según Nielsen SoundScan, y cayó de la lista cinco semanas después de su debut. Los únicos dos sencillos lanzados del álbum, "Feelin 'You (Part II)" presentado por N.O.R.E. y "Crush" producido por The Neptunes (también conocido como "Don't Fight the Feeling"), no llegaron a las listas de Billboard Hot 100. El álbum ya no está impreso y el sitio web de música en línea iTunes no vende el álbum. En la banda sonora de la película The Fighting Temptations, protagonizada por la hermana de Solange, Beyoncé, se incluyó una regrabación de "Crush", con instrumentos y armonías muy diferentes y con la participación de Papa Reu. Esta regrabación pasó a llamarse "Don't Fight the Feeling" para que coincida con el lema del póster de la película. El álbum fue promocionado con el Solo Star Tour en 2003.

## Lista de canciones
| Edición estándar |                                        |                                 |          |  |
| N.º              | Título                                 | Productor(es)                   | Duración |  |
| 1.               | «Feelin' You (Part II)» (con N.O.R.E.) | S. Knowles, Penn, Damon Elliott | 4:07     |  |
| 2.               | «Ain't No Way»                         | The Underdogs                   | 3:45     |  |
| 3.               | «Dance with You» (con B2K)             | Platinum Status, Chris Stokes   | 3:03     |  |
| 4.               | «Get Together»                         | Timbaland                       | 4:16     |  |
| 5.               | «Crush»                                | The Neptunes                    | 4:34     |  |
| 6.               | «So Be It»                             | S. Knowles, Johnson             | 4:08     |  |
| 7.               | «True Love» (dueto con Lil' Romeo)     | Myke Diesel                     | 3:49     |  |
| 8.               | «Feel Good Song»                       | Jackson                         | 3:29     |  |
| 9.               | «Wonderland»                           | Rockwilder, Perry               | 4:03     |  |
| 10.              | «This Could Be Love»                   | S. Knowles, Johnson             | 4:04     |  |
| 11.              | «Feelin' You (Part I)»                 | S. Knowles, Penn                | 3:22     |  |
| 12.              | «Just Like You»                        | Beyoncé, Elliott                | 3:37     |  |
| 13.              | «Thinkin' About You» (con Murphy Lee)  | Beyoncé, Elliott                | 4:04     |  |
| 14.              | «Solo Star»                            | Beyoncé, Burruss, Kareem        | 3:14     |  |
| 15.              | «I Used To»                            | Jackson                         | 3:28     |  |
| 16.              | «Sky Away»                             | S. Knowles, McClain             | 3:56     |  |

- Nota: las pistas 17, 18 y 19 son cuatro segundos de silencio cada una con estas pistas adicionales a continuación:

| Bonus track - Internacional |                                                   |          |  |
| N.º                         | Título                                            | Duración |  |
| 20.                         | «This Song's for You»                             | 3:20     |  |
| 21.                         | «Naïve» (dueto con Beyoncé y Da Brat)             | 3:45     |  |
| 22.                         | «Feelin' You (Part II)» (Chopped & Screwed Remix) | 5:22     |  |

| Japanese edition |                                       |          |  |
| N.º              | Título                                | Duración |  |
| 10.              | «Feelin' You (Part I)»                | 3:22     |  |
| 11.              | «Just like You»                       | 3:36     |  |
| 12.              | «Thinkin' About You» (con Murphy Lee) | 4:04     |  |
| 13.              | «Solo Star»                           | 3:14     |  |
| 14.              | «I Used To»                           | 3:27     |  |
| 15.              | «Sky Away»                            | 3:55     |  |
| 16.              | «Naïve» (dueto con Beyoncé y Da Brat) | 3:45     |  |
| 17.              | «Blinded»                             | 5:08     |  |
| 21.              | «This Song's for You»                 | 3:20     |  |
| 22.              | «This Could Be Love»                  | 4:04     |  |

Créditos de sample
- "True Love" contiene elementos repetidos de "So Amazing" de Luther Vandross
- "Thinkin 'About You" contiene elementos repetidos de "Scooby Doo Where Are You" de Joseph Barbera, William Hanna y Hoyt Curtin

## Relanzamiento de 2006
Solo Star fue relanzado en noviembre de 2006 con una obra de arte y una lista de canciones diferentes. El álbum de reedición contenía doce pistas: siete pistas del lanzamiento estándar de 2002, cuatro remixes y una pista inédita titulada "Bring It on Home". Hay una versión recién grabada de "Feelin' You" que presenta al rapero estadounidense Slim Thug. Ambos sencillos del álbum fueron remezclados. "Crush" fue remezclado por Vibelicious. Además, Maurice Joshua remezcló un dueto con Beyoncé con Da Brat titulado "Naïve".

| N.º | Título                                                                  | Duración |  |
| 1.  | «Ain't No Way»                                                          | 3:44     |  |
| 2.  | «Dance with You» (con B2K)                                              | 3:03     |  |
| 3.  | «Get Together»                                                          | 4:15     |  |
| 4.  | «Crush»                                                                 | 4:33     |  |
| 5.  | «So Be It»                                                              | 4:08     |  |
| 6.  | «Wonderland»                                                            | 4:03     |  |
| 7.  | «This Could Be Love»                                                    | 4:04     |  |
| 8.  | «Feelin' You» (con Slim Thug)                                           | 4:03     |  |
| 9.  | «Bring It on Home» (escrito por Solange Knowles, Bama Boyz y B. Taylor) | 3:47     |  |
| 10. | «Feelin' You» (Nu Soul Remix)                                           | 7:13     |  |
| 11. | «Naïve» (Remix de Maurice Joshua) (dueto con Beyoncé y Da Brat)         | 3:37     |  |
| 12. | «Crush» (Vibelicious Remix)                                             | 6:24     |  |

## Posicionamiento en listas
| Listas (2003)                       | Posición |
| ----------------------------------- | -------- |
| US Billboard 200                    | 49       |
| US Billboard Top R&B/Hip-Hop Albums | 23       |